# Rue de Saint-Quentin
La rue de Saint-Quentin est une voie du 10e arrondissement de Paris, en France.

## Situation et accès
La rue de Saint-Quentin est une voie publique située dans le 10e arrondissement de Paris. Elle débute au 92, boulevard de Magenta et se termine au 17, rue de Dunkerque.
Sa situation permet de relier la gare du Nord à la gare de l'Est à pied.

## Origine du nom
Le nom de la rue fait référence à la ville de Saint-Quentin dans le département de l'Aisne.

## Historique
La rue a été ouverte dans les années 1820, lorsque le quartier s'urbanisait, sous le nom de « rue des Magasins », en référence aux entrepôts de stockage de fret ferroviaire qu'elle desservait.
 La partie comprise entre les rues La Fayette et de Dunkerque a été ouverte par la Compagnie des chemins de fer du Nord comme voie d'accès à ses entrepôts.
Elle prend le nom de « rue de Saint-Quentin » par décret ministériel en date du 26 mai 1847.
La partie qui s'étendait entre la rue de Chabrol et le boulevard de Magenta a été supprimée lors de l'ouverture de ce boulevard, à partir de 1855.